# 野口能毅
野口 能毅（のぐち のうき、万延元年8月17日（1860年10月1日） - 昭和15年（1940年）5月22日）は、日本の内務官僚、政治家。秋田市長や佐賀市長を務めた。

## 経歴
肥前国小城郡小城町（現在の佐賀県小城市）に小城藩剣道師範波多野信倚の子として生まれ、家老野口雲斎の養子となった。1880年（明治13年）に任官して、佐賀県警部、同警察署長、三重県警察署長などを務めた。さらに1899年（明治32年）から小城郡長、大分県警察部長、佐賀県警察部長、秋田県警察部長を歴任した。
1905年（明治38年）から1906年（明治39年）にかけて秋田市長を務め、その後、1912年（明治45年）から1931年（昭和6年）まで佐賀市長を5期務めた。

## 親族
- 波多野敬直 - 実兄。司法大臣、宮内大臣。
- 野口能敬 - 養嗣子。佐賀市長。